# Marcialonga
La Marcialonga est une course longue distance de ski de fond qui se déroule annuellement le dernier dimanche de janvier depuis 1971 dans la Province de Trente en Italie. Cette course est inscrite au Worldloppet et dans la coupe Marathon.
La course se déroule en style classique sur une longueur de 70 kilomètres, éventuellement raccourcie pour manque de neige comme en 2007 et 2015, où la course n'a fait que 57 km.
En 2021, en raison de la Pandémie de Covid-19, la participation se voit fortement réduite avec seulement 1 250 fondeurs, contre plus de 5 000 lors des éditions précédentes.

## Histoire

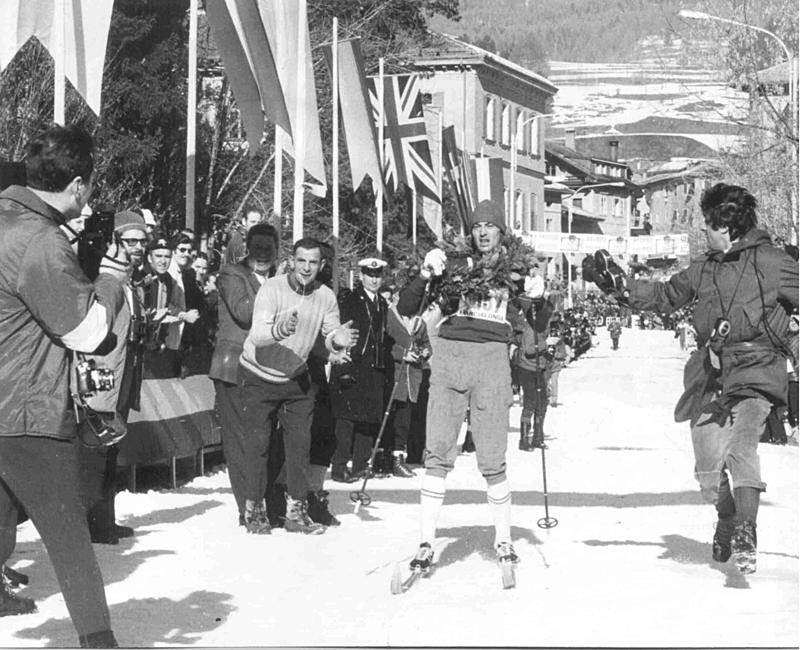

Le 1er mars 1970, à l'issue de la Vasaloppet, quatre amis italiens, (Mario Cristofolini, Giulio Giovannini, Roberto Moggio, et Nele Zorzi) décident de créer une course de ski de fond en Italie. Pour l'organisation, ils font le choix de nommer Roberto Moggio comme secrétaire général et Gorgio Grigolli, alors président de la Province de Trente, est nommé président du comité d'organisation.
Le 7 février 1971 a lieu la première édition de la Marcialonga, sous le nom de « Marcialonga di Fiemme e Fassa ». Longue de 68,5 kilomètres, cette édition uniquement masculine est remportée par Ulrico Kostner devant le grand favori Franco Nones, médaillé d'or aux derniers jeux olympiques à Grenoble.
En 1974, le manque de neige conduit au premier raccourcissement de l'épreuve alors que plus de 15 000 m3 de neige sont descendus de la montagne pour pouvoir disputer l'épreuve.
L'épreuve étant interdite aux femmes, certaines tenteront d'y participer dès 1972, en utilisant des faux noms masculins ou des fausses moustaches. En 1977 se sont 14 femmes qui se retrouveront disqualifiées à l'arrivée, où une bannière affichait « Marcialonga vietata alle donne: perché? » (« Marcialonga interdite aux femmes : Pourquoi ? »).
En 1978, la course s'ouvre donc aux femmes et atteint pour la première fois le cap des 5 000 participants.
La première femme à remporter la course est la Française Dominique Robert.
En 1975, 1989 et 1990, l'épreuve est annulée par manque de neige, et se retrouve également raccourcie de nombreuses fois. En 1994, le manque de neige donne lieu à la plus courte édition de la Marcialonga, longue de seulement 45 kilomètres.
Cette édition est également marquée par l'égalité parfaite à l'arrivée de l'Italien Silvano Barco et l'Allemand Johann Mühlegg. Johann Mühlegg, entre-temps naturalisé Espagnol, gagnera une nouvelle fois ex æquo avec son compatriote Juan Jesús Gutiérrez en 1999, sur un parcours complet de 70 km.
Le 1er janvier 1984 est créée la minimarcialonga, épreuve réservée aux enfants de 6 à 12 ans et raccourcie à 3 kilomètres. Près de 500 enfants prennent le départ de cette première épreuve.
Le 22 février 2003, la province autonome de Trente remet aux quatre fondateurs de l'épreuve le sceau de Saint Venceslas.
Le 11 janvier 2004, la Marcialonga rejoint les épreuves du Worldloppet, et permet notamment à Gabriella Paruzzi qui remporte l'épreuve cette année là, d'obtenir un globe de cristal.
En 2013, à l'occasion de la quarantième édition de la Marcialonga, et avec le concours d'autres épreuves de ski de fond dans la région, la course réalise son record d'inscriptions avec 7 570 fondeurs inscrits et une distance rallongée de 2 km, pour atteindre 72 km, édition la plus longue à ce jour.

## Technique
En 1971, lors de sa création, la technique utilisée est la technique classique, étant alors la seule technique existante.
En 1985, à la suite de sa popularisation, le pas de patineur est utilisé par le vainqueur cette année, Giorgio Vanzetta.
En 2003, l'organisation décide d'interdire le pas de patineur pour revenir au style classique des débuts de l'épreuve. La même année, les frères Auckland utilisent pour la première fois sur la course le mouvement en poussée simultanée qui leur permet à Jørgen Aukland de remporter l'épreuve cette année, et à son frère Anders Aukland l'année suivante.
Le style en poussée simultanée est aujourd'hui encore le style utilisé par la majorité des fondeurs participant à la course.

## Palmarès

### Hommes
| Année | Longueur     | Nom                                 | Temps           | Pays               |
| ----- | ------------ | ----------------------------------- | --------------- | ------------------ |
| 1971  | 68,5 km      | Ulrico Kostner                      | 3 h 12 min 51 s | Italie             |
| 1972  | 70 km        | Pauli Siitonen                      | 4 h 13 min 51 s | Finlande           |
| 1973  | 70 km        | Lars Arne Bölling                   | 3 h 45 min 1 s  | Suède              |
| 1974  | 50 km        | Magnar Lundemo                      | 2 h 16 min 14 s | Norvège            |
| 1975  | Non disputée | Non disputée                        | Non disputée    | Non disputée       |
| 1976  | 50 km        | Tonino Biondini                     | 2 h 13 min 56 s | Italie             |
| 1977  | 70 km        | Jean-Paul Pierrat                   | 4 h 5 min 6 s   | France             |
| 1978  | 70 km        | Ulrico Kostner                      | 4 h 28 min 7 s  | Italie             |
| 1979  | 70 km        | Jorma Kinnunen                      | 4 h 19 min 4 s  | Finlande           |
| 1980  | 70 km        | Ivan Garanin                        | 3 h 31 min 23 s | URSS               |
| 1981  | 70 km        | Sven-Åke Lundbäck                   | 3 h 19 min 36 s | Suède              |
| 1982  | 70 km        | Dag Atle Bjørkheim                  | 3 h 18 min 44 s | Norvège            |
| 1983  | 60 km        | Walter Mayer                        | 2 h 47 min 52 s | Allemagne          |
| 1984  | 70 km        | Bengt Hassis                        | 3 h 33 min 19 s | Suède              |
| 1985  | 70 km        | Giorgio Vanzetta                    | 3 h 29 min 6 s  | Italie             |
| 1986  | 70 km        | Maurilio De Zolt                    | 3 h 4 min 29 s  | Italie             |
| 1987  | 70 km        | Maurilio De Zolt                    | 3 h 5 min 5 s   | Italie             |
| 1988  | 64 km        | Albert Walder                       | 2 h 36 min 43 s | Italie             |
| 1989  | Non disputée | Non disputée                        | Non disputée    | Non disputée       |
| 1990  | Non disputée | Non disputée                        | Non disputée    | Non disputée       |
| 1991  | 70 km        | Maurilio De Zolt                    | 2 h 54 min 13 s | Italie             |
| 1992  | 64 km        | Maurilio De Zolt                    | 2 h 32 min 57 s | Italie             |
| 1993  | 55 km        | Mikhail Botvinov                    | 2 h 2 min 1 s   | Autriche           |
| 1994  | 45 km        | Johann Mühlegg Silvano Barco        | 1 h 47 min 40 s | Allemagne Italie   |
| 1995  | 65 km        | Hervé Balland                       | 2 h 34 min 10 s | France             |
| 1996  | 70 km        | Maurizio Pozzi                      | 2 h 40 min 29 s | Italie             |
| 1997  | 70 km        | Mikhail Botvinov                    | 2 h 49 min 52 s | Autriche           |
| 1998  | 63 km        | Mikhail Botvinov                    | 2 h 28 min 31 s | Autriche           |
| 1999  | 70 km        | Johann Mühlegg Juan Jesús Gutiérrez | 2 h 56 min 10 s | Espagne            |
| 2000  | 70 km        | Fulvio Valbusa                      | 3 h 8 min 33 s  | Italie             |
| 2001  | 70 km        | Juan Jesús Gutiérrez                | 2 h 43 min 29 s | Espagne            |
| 2002  | 60 km        | Juan Jesús Gutiérrez                | 2 h 13 min 3 s  | Espagne            |
| 2003  | 60 km        | Jørgen Aukland                      | 2 h 25 min 52 s | Norvège            |
| 2004  | 70 km        | Anders Aukland                      | 3 h 9 min 3 s   | Norvège            |
| 2005  | 70 km        | Stanislav Řezáč                     | 2 h 56 min 52 s | République tchèque |
| 2006  | 70 km        | Jørgen Aukland                      | 3 h 24 min 47 s | Norvège            |
| 2007  | 57 km        | Jerry Ahrlin                        | 2 h 7 min 17 s  | Suède              |
| 2008  | 70 km        | Anders Aukland                      | 3 h 9 min 32 s  | Norvège            |
| 2009  | 70 km        | Jerry Ahrlin                        | 2 h 56 min 52 s | Suède              |
| 2010  | 70 km        | Oskar Svärd                         | 3 h 2 min 28 s  | Suède              |
| 2011  | 70 km        | Jerry Ahrlin                        | 2 h 49 min 10 s | Suède              |
| 2012  | 70 km        | Jørgen Aukland                      | 2 h 55 min 37 s | Norvège            |
| 2013  | 72 km        | Jørgen Aukland                      | 2 h 58 min 21 s | Norvège            |
| 2014  | 70 km        | Simen Østensen                      | 3 h 10 min 16 s | Norvège            |
| 2015  | 57 km        | Tord Asle Gjerdalen                 | 2 h 5 min 15 s  | Norvège            |
| 2016  | 70 km        | Tord Asle Gjerdalen                 | 2 h 49 min 49 s | Norvège            |
| 2017  | 57 km        | Tord Asle Gjerdalen                 | 2 h 8 min 36 s  | Norvège            |
| 2018  | 70 km        | Ilia Chernousov                     | 2 h 48 min 8 s  | Russie             |
| 2019  | 70 km        | Petter Eliassen                     | 2 h 45 min 54 s | Norvège            |
| 2020  | 70 km        | Tore Bjørseth Berdal                | 3 h 5 min 52 s  | Norvège            |
| 2021  | 70 km        | Emil Persson                        | 3 h 11 min 10 s | Suède              |
| 2022  | 70 km        | Ermil Vokuev                        | 2 h 51 min 58 s | Russie             |
| 2023  | 70 km        | Emil Perrson                        | 2 h 48 min 57 s | Suède              |
| 2024  | 70 km        | Runar Skaug Mathisen                | 2 h 35 min 53 s | Norvège            |
| 2025  | 70 km        | Andreas Nygaard                     | 2 h 39 min 34 s | Norvège            |

### Femmes
| Année | Nom                          | Temps           | Pays         |              |
| ----- | ---------------------------- | --------------- | ------------ | ------------ |
| 1978  | Dominique Robert             | 6 h 17 min 55 s | France       |              |
| 1979  | Maria Canins                 | 4 h 56 min 52 s | Italie       |              |
| 1980  | Maria Canins                 | 4 h 8 min 47 s  | Italie       |              |
| 1981  | Maria Canins                 | 3 h 56 min 13 s | Italie       |              |
| 1982  | Maria Canins                 | 3 h 49 min 40 s | Italie       |              |
| 1983  | Maria Canins                 | 3 h 11 min 36 s | Italie       |              |
| 1984  | Maria Canins                 | 4 h 0 min 56 s  | Italie       |              |
| 1985  | Maria Canins                 | 3 h 52 min 12 s | Italie       |              |
| 1986  | Maria Canins                 | 3 h 33 min 55 s | Italie       |              |
| 1987  | Maria Canins                 | 3 h 44 min 11 s | Italie       |              |
| 1988  | Maria Canins                 | 2 h 57 min 50 s | Italie       |              |
| 1989  | Non disputée                 | Non disputée    | Non disputée | Non disputée |
| 1990  | Non disputée                 | Non disputée    | Non disputée |              |
| 1991  | Guidina Dal Sasso            | 3 h 16 min 29 s | Italie       |              |
| 1992  | Tatiana Bondareva            | 2 h 59 min 42 s | Russie       |              |
| 1993  | Tatiana Bondareva            | 2 h 21 min 35 s | Russie       |              |
| 1994  | Elena Kalughina              | 2 h 5 min 20 s  | Russie       |              |
| 1995  | E. Bitchougova               | 2 h 59 min 15 s | Russie       |              |
| 1996  | Guidina Dal Sasso            | 3 h 0 min 16 s  | Italie       |              |
| 1997  | Guidina Dal Sasso            | 3 h 8 min 32 s  | Italie       |              |
| 1998  | Guidina Dal Sasso            | 2 h 48 min 43 s | Italie       |              |
| 1999  | Guidina Dal Sasso            | 3 h 24 min 29 s | Italie       |              |
| 2000  | Svetlana Nageykina           | 3 h 14 min 49 s | Russie       |              |
| 2001  | Irina Skladneva              | 3 h 1 min 55 s  | Russie       |              |
| 2002  | Anna Santer                  | 2 h 29 min 0 s  | Italie       |              |
| 2003  | Lara Peyrot                  | 2 h 29 min 0 s  | Italie       |              |
| 2004  | Gabriella Paruzzi            | 3 h 33 min 7 s  | Italie       |              |
| 2005  | Cristina Paluselli           | 3 h 24 min 52 s | Italie       |              |
| 2006  | Cristina Paluselli           | 3 h 41 min 58 s | Italie       |              |
| 2007  | Hilde Gjermundshaug Pedersen | 2 h 25 min 0 s  | Norvège      |              |
| 2008  | Jenny Hansson                | 3 h 43 min 27 s | Suède        |              |
| 2009  | Hilde Gjermundshaug Pedersen | 3 h 22 min 58 s | Norvège      |              |
| 2010  | Jenny Hansson                | 3 h 32 min 7 s  | Suède        |              |
| 2011  | Seraina Boner                | 3 h 15 min 7 s  | Suisse       |              |
| 2012  | Susanne Nyström              | 3 h 23 min 20 s | Suède        |              |
| 2013  | Seraina Boner                | 3 h 29 min 25 s | Suisse       |              |
| 2014  | Julia Tikhonova              | 3 h 27 min 54 s | Russie       |              |
| 2015  | Katerina Smutna              | 2 h 20 min 32 s | Autriche     |              |
| 2016  | Britta Johansson Norgren     | 3 h 13 min 50 s | Suède        |              |
| 2017  | Katerina Smutna              | 2 h 22 min 46 s | Autriche     |              |
| 2018  | Britta Johansson Norgren     | 3 h 11 min 48 s | Suède        |              |
| 2019  | Britta Johansson Norgren     | 3 h 11 min 17 s | Suède        |              |
| 2020  | Kari Vikhagen Gjeitnes       | 3 h 21 min 59 s | Norvège      |              |
| 2021  | Lina Korsgren                | 3 h 27 min 14 s | Suède        |              |
| 2022  | Ida Dahl                     | 3 h 15 min 16 s | Suède        |              |
| 2023  | Magni Smedaas                | 3 h 14 min 0 s  | Norvège      |              |
| 2024  | Emilie Fleten                | 3 h 1 min 7 s   | Norvège      |              |
| 2025  | Emilie Fleten                | 3 h 9 min 24 s  | Norvège      |              |

## Records
Le record de victoire sur l'épreuve est détenu par l'italienne Maria Canins qui remporte l'épreuve dix fois consécutivement, écrasant souvent la concurrence, comme en 1980 où elle arrive avec plus de 46 minutes d'avance sur sa dauphine Silvia Giaccone.
Chez les hommes, l'italien Maurilio De Zolt et le norvégien Jørgen Aukland dominent le palmarès avec quatre victoires chacun.
Tord Asle Gjerdalen est le seul homme à avoir remporté l'épreuve trois fois consécutivement, finissant également deuxième en 2021.
En 1996, Maurizzio Pozzi réalise le meilleur temps sur la version classique de l'épreuve (70 km) en 2 h 40 min 29 s, comme sa compatriote Guidina Dal Sasso la même année en 3 h 0 min 16 s.
En 1994, le manque de neige donne lieu à l'édition la plus courte : 45 km.
En 2013, pour célebrer la quarantième édition, l'épreuve est rallongée pour atteindre le record de 72 km.
L'édition 2013 est également celle avec le record de participation avec 7 570 inscrits.